# Liste der Baudenkmäler in Kallmünz
Auf dieser Seite sind die Baudenkmäler in dem Oberpfälzer Markt Kallmünz zusammengestellt. Diese Tabelle ist eine Teilliste der Liste der Baudenkmäler in Bayern. Grundlage ist die Bayerische Denkmalliste, die auf Basis des Bayerischen Denkmalschutzgesetzes vom 1. Oktober 1973 erstmals erstellt wurde und seither durch das Bayerische Landesamt für Denkmalpflege geführt wird. Die folgenden Angaben ersetzen nicht die rechtsverbindliche Auskunft der Denkmalschutzbehörde.

## Ensembles

### Ensemble Ortskern Kallmünz

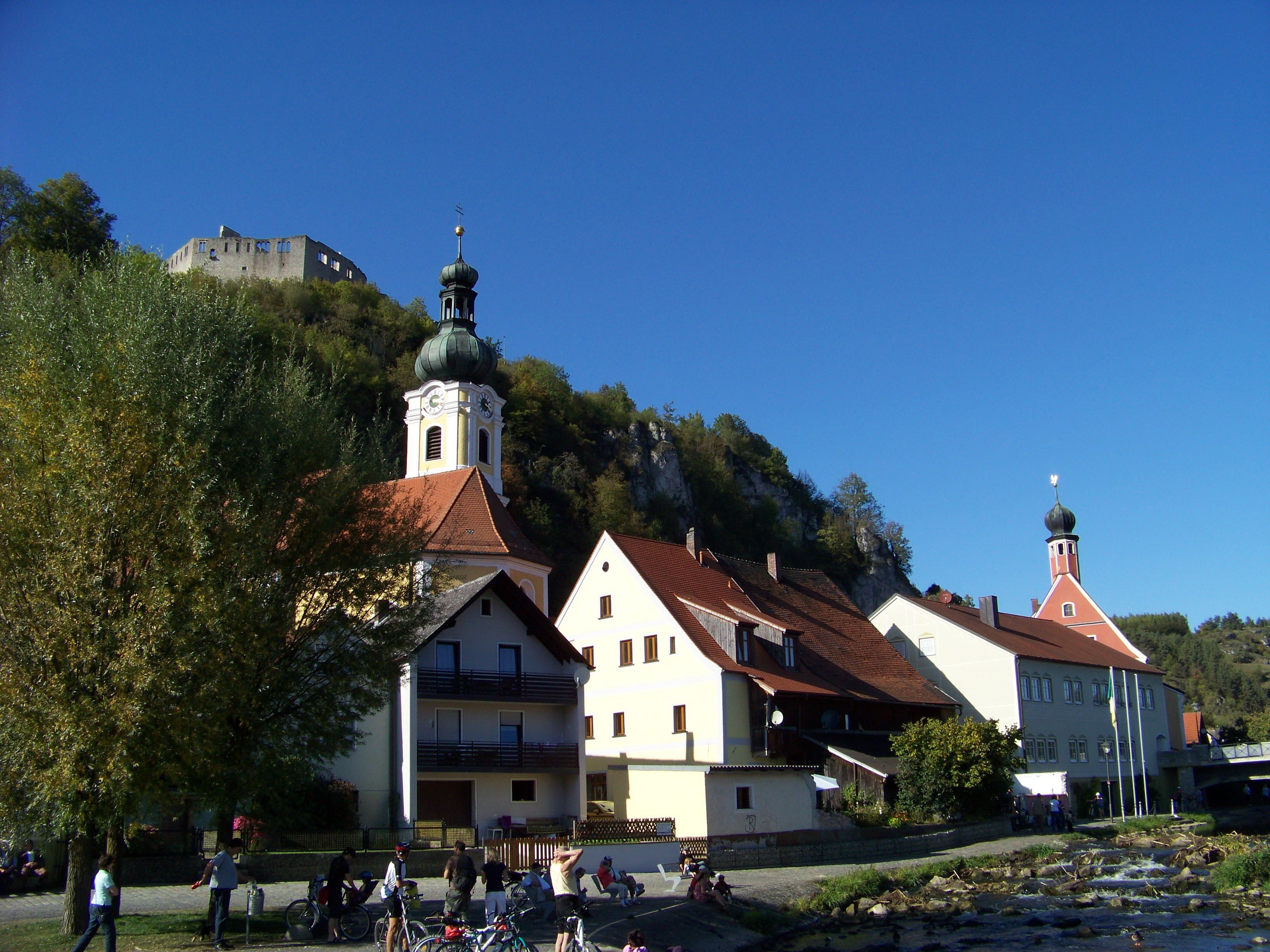

Kallmünz, im Mündungswinkel zwischen den einst für die Oberpfalz wichtigen Flusstälern der Vils und der Naab gelegen und von einem über 100 m hoch aufsteigenden Burgberg überragt, war schon seit der vorgeschichtlichen Zeit Siedlungs- und Verteidigungsstätte.
983 in einer Schenkungsurkunde des Bischofs Wolfgang an das Kloster St. Paul in Regensburg zum ersten Mal urkundlich erwähnt, war Kallmünz seit 1188 Vogtei der Wittelsbacher Herzöge, die hier eine Reichszollstätte errichteten. Der 1233 zum Markt erhobene Ort wurde im Schutze der um Mitte des 13. Jahrhunderts errichteten Burg zu einem Hauptstützpunkt der Wittelsbacher auf dem Nordgau mit Sitz eines Landgerichts und Pflegeamtes. Die von den Schweden 1641 zerstörte Burg zeigt sich heute noch im Ruinenzustand, während der damals verschont gebliebene Markt noch die ältere Ortsgestalt in drei voneinander getrennten Bereichen spiegelt:
Den am Fuße des Burgberges gelegenen und die Bergkrümmung nachzeichnenden Inneren Markt, die auf der ehemaligen Naabinsel gelegenen Häuser Am Planl und dem jenseits der Naab gelegenen Äußeren Markt. Die Stelle, an welcher die Naabbrücke auf die langgezogene Straßenanlage des Inneren Marktes trifft, wurde zu einem kleinen Marktplatz erweitert und bildet zusammen mit dem 1603 errichteten Rathaus und der barocken Pfarrkirche den eigentlichen Ortskern. Die hier stattliche Bebauung stuft sich nach außen hin in der Brunngasse und in der Äußeren Vilsgasse zu einer bescheideneren Bebauung von teilweise giebelständigen Handwerkerhäusern ab.
Die Häuser Am Planl bilden die Brückenkopfsituation am Übergang über den Hauptarm der Naab. Der Äußere Markt weist die für Ufersiedlungen typische Grundrissbildung zweier Richtungsachsen auf: Die zur Naab senkrecht verlaufende Lange Gasse in der Fortsetzungsrichtung der Brücke und die zum Fluss parallele Straße am Graben als ehemaliger Uferweg. Die gemischte Bebauung besteht aus Ackerbürger- und Handwerkerhäusern sowie Unterkünften für die ehemals bei der Erz- und Salzschifffahrt auf der Vils bzw. bei der Holzschifffahrt auf der Naab Beschäftigten. Eine Stadelstraße am heutigen Friedhofsplatz begrenzte ursprünglich den Ort nach Osten.
Drei ehemalige Burggüter, das Freihaus der Ritter von Raitenbuch, das nachmalige Alte Schulhaus, das Bertholzhofener Schlösschen sowie das Holzheimer oder das Silbermannsche Schlösschen heben sich heraus. Kallmünz, in dem historische Bausubstanz des 16.–18. Jahrhunderts in ungewöhnlich reichem Maße noch vorhanden ist, hat den Charakter eines nachmittelalterlichen Marktes voll bewahrt.
Aktennummer: E-3-75-156-1.

## Baudenkmäler nach Ortsteilen

### Kallmünz
| Lage                                                                           | Objekt                                                              | Beschreibung | Akten-Nr.               | Bild                                                                |
| ------------------------------------------------------------------------------ | ------------------------------------------------------------------- | --- | ----------------------- | ------------------------------------------------------------------- |
| Alte Regensburger Straße 3 (Standort)                                          | Wohnhaus                                                            | eingeschossiger und giebelständiger Satteldachbau in Ecklage, wohl 18. Jahrhundert | D-3-75-156-1 Wikidata   | Wohnhaus                                                            |
| Alte Regensburger Straße 5 (Standort)                                          | Ehemalige Naabmühle                                                 | zweigeschossiger und giebelständiger Mansarddachbau mit Halbwalm, Anfang 19. Jahrhundert | D-3-75-156-2 Wikidata   | Ehemalige Naabmühle                                                 |
| Alte Regensburger Straße 7 (Standort)                                          | Wohnhaus                                                            | zweigeschossiger und giebelständiger Satteldachbau, 18. Jahrhundert; Stadel, giebelständiger Satteldachbau, 18./19. Jahrhundert | D-3-75-156-3 Wikidata   | Wohnhaus                                                            |
| Alte Regensburger Straße 15 a, 17, 19 (Standort)                               | Wohnhausgruppe                                                      | zweigeschossiges und traufständiges Doppelwohnhaus mit Satteldach und Torbogen und zweigeschossiger Anbau über Eck mit Satteldach und Fachwerkgiebel, 18. Jahrhundert | D-3-75-156-4 Wikidata   | weitere Bilder                                                      |
| Alte Regensburger Straße 18 (Standort)                                         | Gasthof                                                             | zweigeschossiger und giebelständiger Satteldachbau, modern bezeichnet 1764; mit Ausstattung; Nebengebäude, zweigeschossiger und traufständiger Satteldachbau, 18./19. Jahrhundert; Hofmauer, wohl 18. Jahrhundert | D-3-75-156-5 Wikidata   | Gasthof                                                             |
| Am Auberg 1, 2 (Standort)                                                      | Katholische Nebenkirche St. Sebastian, sogenannte Pestkirche        | Saalbau mit eingezogenem Chor, abgewalmtem Satteldach, Glockendachreiter und Pilastergliederung, 1713; mit Ausstattung; ehemalige Einsiedelei, eingeschossiger Walmdachbau, um 1730 | D-3-75-156-13 Wikidata  | Katholische Nebenkirche St. Sebastian, sogenannte Pestkirche        |
| Am Gänsbügl 8 (Standort)                                                       | Fresko Taufe Christi                                                | 2. Hälfte 18. Jahrhundert | D-3-75-156-25 Wikidata  | Fresko Taufe Christi                                                |
| Am Graben 5 (Standort)                                                         | Wohnhaus                                                            | zweigeschossiger und giebelständiger Satteldachbau mit Putzgliederungen, 18. Jahrhundert, bezeichnet 1856 | D-3-75-156-6 Wikidata   | Wohnhaus                                                            |
| Am Graben 18 (Standort)                                                        | Wohnhaus                                                            | zweigeschossiger und traufständiger, gestelzter Mansarddachbau mit Halbwalm, Anfang 19. Jahrhundert | D-3-75-156-7 Wikidata   | Wohnhaus                                                            |
| Am Planl 2 (Standort)                                                          | Wohnhaus                                                            | zweigeschossiger und giebelständiger Satteldachbau in Ecklage, mit Eckerker, 16. Jahrhundert | D-3-75-156-8 Wikidata   | Wohnhaus                                                            |
| Am Planl 3 (Standort)                                                          | Wohnhaus                                                            | zweigeschossiger und giebelständiger Satteldachbau, modern bezeichnet 1501 | D-3-75-156-9 Wikidata   | Wohnhaus                                                            |
| Am Planl 4 (Standort)                                                          | Wohnhaus                                                            | zweigeschossiger und giebelständiger Satteldachbau, 18./19. Jahrhundert | D-3-75-156-10           | Wohnhaus                                                            |
| Am Planl 6 (Standort)                                                          | Wohnhaus                                                            | zweigeschossiger und traufständiger Satteldachbau mit stichbogiger Einfahrt, um 1600 | D-3-75-156-11 Wikidata  | Wohnhaus                                                            |
| Am Planl 8 (Standort)                                                          | Wohnhaus                                                            | zweigeschossiger und traufständiger Halbwalmdachbau in Ecklage, mit Aufzugsgaube und zweigeschossiger Remise mit Satteldach, modern bezeichnet 1740 | D-3-75-156-12 Wikidata  | Wohnhaus                                                            |
| Bergsteig 11 (Standort)                                                        | Wohnhaus                                                            | zweigeschossiger Walmdachbau, wohl 18. Jahrhundert | D-3-75-156-14           | Wohnhaus                                                            |
| Brunngasse 2 (Standort)                                                        | Wohnhaus                                                            | zweigeschossiger und traufständiger Satteldachbau in Ecklage, mit Aufzugsgaube, 18./19. Jahrhundert | D-3-75-156-16 Wikidata  | Wohnhaus                                                            |
| Brunngasse 3 (Standort)                                                        | Wohnhaus                                                            | zweigeschossiger Walmdachbau mit Zwerchflügel, 18. Jahrhundert | D-3-75-156-15 Wikidata  | Wohnhaus                                                            |
| Brunngasse 5 (Standort)                                                        | Ehemaliger Pfarrhof                                                 | Ehemaliges Pfarrhaus, zweigeschossiger Walmdachbau, 16./17. Jahrhundert; Hofmauer, barock | D-3-75-156-17 Wikidata  | Ehemaliger Pfarrhof                                                 |
| Brunngasse 11 (Standort)                                                       | Wohnhaus                                                            | zweigeschossiger und giebelständiger Satteldachbau, 16./17. Jahrhundert, mit neugotischer Haustür, 1867 | D-3-75-156-18 Wikidata  | Wohnhaus                                                            |
| Brunngasse 13 (Standort)                                                       | Wohnhaus                                                            | zweigeschossiger und giebelständiger Satteldachbau, 16./17. Jahrhundert | D-3-75-156-19 Wikidata  | Wohnhaus                                                            |
| Brunngasse 23 (Standort)                                                       | Wohnhaus                                                            | zweigeschossiger und giebelständiger Satteldachbau, 17./18. Jahrhundert | D-3-75-156-20           | Wohnhaus                                                            |
| Brunngasse 26 (Standort)                                                       | Reste der Befestigungsmauer mit Brunntor und spitzbogigem Durchgang | romanisch, wohl 1. Hälfte 13. Jahrhundert | D-3-75-156-109          | Reste der Befestigungsmauer mit Brunntor und spitzbogigem Durchgang |
| Eicher Straße 1 (Standort)                                                     | Wohnhaus                                                            | zweigeschossiger und giebelständiger Satteldachbau mit Putzbänderung und angebautem Stadel, um 1800 | D-3-75-156-21 Wikidata  | Wohnhaus                                                            |
| Eicher Straße 4 a (Standort)                                                   | Wohnhaus                                                            | zweigeschossiger und traufständiger Satteldachbau mit stichbogigen Öffnungen, bezeichnet 1849 | D-3-75-156-22 Wikidata  | Wohnhaus                                                            |
| Friedhofplatz 1 (Standort)                                                     | Wohnhaus                                                            | zweigeschossiger und giebelständiger Krüppelwalmdachbau, mit angebautem Stadel, 2. Viertel 19. Jahrhundert | D-3-75-156-23 Wikidata  | Wohnhaus                                                            |
| Friedhofplatz 10 (Standort)                                                    | Katholische Friedhofskapelle St. Elisabeth von Thüringen            | giebelständiger Satteldachbau mit offenem Gehäuse und Glockendachreiter, 1891; mit Ausstattung und historischen Grabsteinen, 15.–19. Jahrhundert | D-3-75-156-24 Wikidata  | weitere Bilder                                                      |
| Naab (Standort)                                                                | Naabbrücke                                                          | fünfjochige Steinbrücke mit Eisbrechern, 1550–58, im westlichen Teil modern erneuert; Doppelsteinkreuz in Form des Eisernen Kreuzes, bezeichnet 1609; Inschrifttafel, bezeichnet 1725; Figur des hl. Johannes Nepomuk, auf gebauchtem Sockel, mit zwei wappenhaltenden Engeln und Opferstock, 18. Jahrhundert                                 | D-3-75-156-57 Wikidata  | weitere Bilder                                                      |
| Inselweg 12 (Standort)                                                         | Wohnhaus                                                            | zweigeschossiger und traufständiger Halbwalmdachbau mit stichbogigen Öffnungen, 1. Viertel 19. Jahrhundert; zugehöriges Backofenhäuschen, giebelständiger Satteldachbau, 19. Jahrhundert | D-3-75-156-26 Wikidata  | weitere Bilder                                                      |
| Lange Gasse 14 (Standort)                                                      | Wohnhaus                                                            | zweigeschossiger und traufständiger Satteldachbau, 16./17. Jahrhundert | D-3-75-156-28 Wikidata  | Wohnhaus                                                            |
| Lange Gasse 21 (Standort)                                                      | Wohnhaus                                                            | zweigeschossiger und giebelständiger Satteldachbau mit Zwerchgiebel, 16. Jahrhundert | D-3-75-156-29 Wikidata  | Wohnhaus                                                            |
| Lange Gasse 23 (Standort)                                                      | Silbermannsches Schlösschen                                         | viergeschossiger Wohnturm mit Gesimsteilung, bezeichnet 1582 | D-3-75-156-30 Wikidata  | weitere Bilder                                                      |
| Lange Gasse 25 (Standort)                                                      | Wohnhaus                                                            | zweigeschossiger und giebelständiger Satteldachbau mit Stuckfassade, bezeichnet 1682 | D-3-75-156-31 Wikidata  | Wohnhaus                                                            |
| Lange Gasse 34 (Standort)                                                      | Wohnhaus                                                            | zweigeschossiger und giebelständiger Halbwalmdachbau mit segmentbogigen Fenstern; Stadel, traufständiger Satteldachbau; 18. Jahrhundert | D-3-75-156-32 Wikidata  | Wohnhaus                                                            |
| Marktplatz (Standort)                                                          | Kriegerdenkmal                                                      | offenes Gehäuse mit Zeltdach, Pilastergliederung und Ziergitter, neubarock, 1922/1923 (Albert Reich), am Unterbau historische Reliefs | D-3-75-156-35 Wikidata  | weitere Bilder                                                      |
| Marktplatz 1 (Standort)                                                        | Altes Rathaus                                                       | dreigeschossiger und traufständiger Satteldachbau mit Dachreiter und Zwiebelhaube, bezeichnet 1603 | D-3-75-156-33 Wikidata  | weitere Bilder                                                      |
| Marktplatz 3 (Standort)                                                        | Katholische Pfarrkirche St. Michael                                 | Saalbau mit eingezogenem Chor, Walmdach und Flankenturm mit Zwiebelhaube, 1751–58 unter Einbeziehung frühgotischer Mauerteile, um 1250; mit Ausstattung | D-3-75-156-34 Wikidata  | weitere Bilder                                                      |
| Marktplatz 4 (Standort)                                                        | Wohnhaus                                                            | zweigeschossiger und giebelständiger Mansarddachbau mit Halbwalm, 1. Viertel 19. Jahrhundert | D-3-75-156-36 Wikidata  | Wohnhaus                                                            |
| Marktplatz 5 (Standort)                                                        | Ehemaliger Gasthof                                                  | zweigeschossiger und giebelständiger Satteldachbau mit segmentbogigen Öffnungen, 17./18. Jahrhundert | D-3-75-156-37 Wikidata  | Ehemaliger Gasthof                                                  |
| Marktplatz 6 (Standort)                                                        | Ehemaliges Weißgerberhaus                                           | zweigeschossiger und giebelständiger Satteldachbau mit Eckerker und korbbogiger Toreinfahrt, 16./17. Jahrhundert | D-3-75-156-38 Wikidata  | Ehemaliges Weißgerberhaus                                           |
| Marktplatz 7 (Standort)                                                        | Wohnhaus                                                            | zweigeschossiger und traufständiger Satteldachbau, 18. Jahrhundert | D-3-75-156-39           | Wohnhaus                                                            |
| Marktplatz 8 (Standort)                                                        | Wohnhaus                                                            | zweigeschossiger und traufständiger, gestelzter Satteldachbau mit Kniestock und Pilastergliederung, bezeichnet 1799; mit Hochwassermarke von 1799 | D-3-75-156-40 Wikidata  | Wohnhaus                                                            |
| Mulzgasse 1 (Standort)                                                         | Wohnhaus                                                            | eingeschossiger und giebelständiger Satteldachbau, um 1800 | D-3-75-156-41 Wikidata  | Wohnhaus                                                            |
| Spittelberg 1 a (Standort)                                                     | Kapelle Hl. Dreifaltigkeit                                          | giebelständiger Satteldachbau mit offenem Gehäuse, 18. Jahrhundert; mit Ausstattung | D-3-75-156-58 Wikidata  | Kapelle Hl. Dreifaltigkeit                                          |
| Vilsgasse (neben Nr. 52) (Standort)                                            | Wegkapelle Auf der Rast                                             | giebelständiger Satteldachbau, 18. Jahrhundert | D-3-75-156-55 Wikidata  | Wegkapelle Auf der Rast                                             |
| Vilsgasse (in einer Mauer gegenüber von Nr. 52) (Standort)                     | Steinkreuz / Sühnekreuz                                             | lateinische Form mit verbreiterten Enden, 16. Jahrhundert, Sühnekreuz aus Kalkstein mit einem Weberschiffchen, Abmessungen des Zeichens 28 × 8 cm. Größe 81:57:21 | D-3-75-156-110 Wikidata | Steinkreuz / Sühnekreuz                                             |
| Vilsgasse 1, 3 (Standort)                                                      | Wohnhaus                                                            | zweigeschossiger traufständiger Satteldachbau mit Traufschrot, 16./17. Jahrhundert | D-3-75-156-43 Wikidata  | Wohnhaus                                                            |
| Vilsgasse 2 (Standort)                                                         | Wohnhaus                                                            | zweigeschossiger und giebelständiger Satteldachbau mit gewölbter Tordurchfahrt 18. Jahrhundert, und neugotischer Tür, um 1870/80 | D-3-75-156-42 Wikidata  | Wohnhaus                                                            |
| Vilsgasse 10 (Standort)                                                        | Raitenbucher Haus                                                   | viergeschossiger Walmdachbau mit Eckerker und Putzgliederungen, 17. Jahrhundert, 1805 als Schulhaus ausgebaut | D-3-75-156-44 Wikidata  | weitere Bilder                                                      |
| Vilsgasse 11 (Standort)                                                        | Wohnhaus                                                            | zweigeschossiger und traufständiger Satteldachbau mit Putzbänderung, 17./18. Jahrhundert | D-3-75-156-45 Wikidata  | Wohnhaus                                                            |
| Vilsgasse 19, 19 a, 19 b (Standort)                                            | Gasthaus                                                            | zweigeschossiger und gegliederter Walmdachbau mit Standerker, 16./17. Jahrhundert | D-3-75-156-46 Wikidata  | Gasthaus                                                            |
| Vilsgasse 21 (Standort)                                                        | Ehemaliges Austragshaus                                             | zweigeschossiger, traufständiger und verputzter Ziegelbau mit einseitig abgewalmtem Satteldach, großer Tordurchfahrt, stichbogigen Öffnungen und neugotischem Türblatt, bezeichnet 1860 | D-3-75-156-111 Wikidata | Ehemaliges Austragshaus                                             |
| Vilsgasse 24 (Standort)                                                        | Wohnhaus, sogenanntes Bertholzhofener Schlösschen                   | zweigeschossiger und traufständiger Satteldachbau mit geknickter Fassade, 17./18. Jahrhundert | D-3-75-156-47 Wikidata  | Wohnhaus, sogenanntes Bertholzhofener Schlösschen                   |
| Vilsgasse 25 (Standort)                                                        | Wohnhaus                                                            | zweigeschossiger und giebelständiger Satteldachbau mit Putzgliederungen, bezeichnet 1793; Nebengebäude, zweigeschossiger Satteldachbau mit segmentbogigem Torbogen, um 1800 | D-3-75-156-48 Wikidata  | Wohnhaus                                                            |
| Vilsgasse 26 (Standort)                                                        | Wohnhaus                                                            | eingeschossiger und traufständiger, gestelzter Satteldachbau mit Vortreppe, bezeichnet 1848 | D-3-75-156-49 Wikidata  | Wohnhaus                                                            |
| Vilsgasse 28 (Standort)                                                        | Wohnhaus                                                            | zweigeschossiger und traufständiger Halbmansarddachbau mit Fußwalm, Anfang 19. Jahrhundert | D-3-75-156-50 Wikidata  | Wohnhaus                                                            |
| Vilsgasse 30 (Standort)                                                        | Wohnhaus                                                            | zweigeschossiger und giebelständiger Satteldachbau mit segmentbogigen Öffnungen, 18./19. Jahrhundert | D-3-75-156-51 Wikidata  | Wohnhaus                                                            |
| Vilsgasse 31 (Standort)                                                        | Wohnhaus                                                            | zweigeschossiger und traufständiger Satteldachbau in Ecklage; Stadel traufständiger Halbwalmdachbau, 17./18. Jahrhundert, modern verändert | D-3-75-156-52 Wikidata  | Wohnhaus                                                            |
| Vilsgasse 32 (Standort)                                                        | Wohnhaus                                                            | dreigeschossiger und traufständiger Satteldachbau mit spitzbogiger Tür, spätgotisch | D-3-75-156-53 Wikidata  | Wohnhaus                                                            |
| Vilsgasse 44 (Standort)                                                        | Hochwassermarke                                                     | Kalkstein, bezeichnet 28. Febr. 1784 | D-3-75-156-54 Wikidata  | Hochwassermarke                                                     |
| auf dem Schloßberg (Standort)                                                  | Burgruine                                                           | Randhausburg mit Resten des dreigeschossigen Palas mit Fensterarkaden; Umfassungsmauern der Kapelle; Bergfried, zylindrischer Bau mit Hocheinstieg; Ringmauer mit drei Schalentürmen, Torhaus und nördlicher Futtermauer; Torhaus mit rekonstruierter Spitzbogeneinfahrt und Wangenmauern; frühgotisch, um 1250, 1641 zerstört und aufgegeben | D-3-75-156-56 Wikidata  | weitere Bilder                                                      |
| Zum Fuchsenbügl (bei Charles-Palmie-Straße und Josef-Miller-Straße) (Standort) | Wegkapelle, sogenannte Knauerkapelle                                | giebelständiger und gewölbter Satteldachbau mit Frontpilastern, 18. Jahrhundert | D-3-75-156-59 Wikidata  | Wegkapelle, sogenannte Knauerkapelle                                |

### Carolinenhütte
| Lage                        | Objekt           | Beschreibung | Akten-Nr.              | Bild           |
| --------------------------- | ---------------- | --- | ---------------------- | -------------- |
| Carolinenhütte 2 (Standort) | Fabrikantenvilla | dreigeschossiger Walmdachbau mit viergeschossigem Mittelrisalit mit Satteldach, Dreiecksgiebel, Pilastergliederung und Gusseisenbalkonen, klassizistisch, 1830/32 | D-3-75-156-60 Wikidata | weitere Bilder |

### Dallackenried
| Lage                       | Objekt               | Beschreibung | Akten-Nr.              | Bild           |
| -------------------------- | -------------------- | --- | ---------------------- | -------------- |
| Dallackenried 9 (Standort) | Wegkapelle St. Maria | giebelständiger Saalbau mit Satteldach, Glockendachreiter und Pilastergliederung, 18. Jahrhundert; mit Ausstattung | D-3-75-156-61 Wikidata | weitere Bilder |

### Dinau
| Lage                | Objekt                              | Beschreibung | Akten-Nr.              | Bild           |
| ------------------- | ----------------------------------- | --- | ---------------------- | -------------- |
| Dinau 30 (Standort) | Katholische Nebenkirche St. Stephan | traufständiger Saalbau mit eingezogener Apsis, mit Dachreiter mit Zwiebelhaube, romanisch, Dachreiter barock; mit Ausstattung. | D-3-75-156-62 Wikidata | weitere Bilder |

### Eich
| Lage               | Objekt                                    | Beschreibung | Akten-Nr.              | Bild           |
| ------------------ | ----------------------------------------- | --- | ---------------------- | -------------- |
| Eich 4 (Standort)  | Bauernhaus                                | eingeschossiger Satteldachbau mit Zwerchhaus, 18./19. Jahrhundert | D-3-75-156-64 Wikidata | Bauernhaus     |
| In Eich (Standort) | Katholische Nebenkirche St. Jakobus d. Ä. | Saalkirche mit eingezogenem Chor und Dachreiter mit Zwiebelhaube, Mitte 12. Jahrhundert, Umgestaltung nach 1700; mit Ausstattung; Friedhofsmauer, geschlossener Bering mit segmentbogigem Tor, wohl mittelalterlich | D-3-75-156-63 Wikidata | weitere Bilder |

### Eiselberg
| Lage                   | Objekt               | Beschreibung                                           | Akten-Nr.              | Bild           |
| ---------------------- | -------------------- | ------------------------------------------------------ | ---------------------- | -------------- |
| Eiselberg 1 (Standort) | Wegkapelle St. Maria | Satteldachbau mit korbbogigem Eingang, 19. Jahrhundert | D-3-75-156-65 Wikidata | weitere Bilder |

### Fischbach
| Lage                    | Objekt                                  | Beschreibung | Akten-Nr.              | Bild                                    |
| ----------------------- | --------------------------------------- | --- | ---------------------- | --------------------------------------- |
| Fischbach 4 (Standort)  | Bauernhaus des sogenannten Igl-Hofes    | eingeschossiges und traufständiges Wohnstallhaus mit Satteldach, Ende 19. Jahrhundert, im Kern älter                                                           | D-3-75-156-67 Wikidata | Bauernhaus des sogenannten Igl-Hofes    |
| Fischbach 7 (Standort)  | Wohnhaus des sogenannten Stegerer-Hofes | eingeschossiges und giebelständiges Wohnstallhaus mit Satteldach und überwölbtem Kellerabgang, wohl 18. Jahrhundert, aufgestockt im 19. Jahrhundert            | D-3-75-156-68 Wikidata | Wohnhaus des sogenannten Stegerer-Hofes |
| Fischbach 15 (Standort) | Kapelle Maria Hilf                      | giebelständiger Satteldachbau mit eingezogener Apsis, Glockendachreiter mit verschindelter Zwiebelhaube und Putzgliederungen, bezeichnet 1817; mit Ausstattung | D-3-75-156-69 Wikidata | weitere Bilder                          |

### Krachenhausen
| Lage                            | Objekt                  | Beschreibung | Akten-Nr.              | Bild                    |
| ------------------------------- | ----------------------- | --- | ---------------------- | ----------------------- |
| Heitzenhofener Weg 9 (Standort) | Stadel                  | traufständiger Satteldachbau mit rundbogigen Eingänge, nach Mitte 19. Jahrhundert, im Kern vielleicht älter, Dachstuhl später aufgesteilt | D-3-75-156-82 Wikidata | Stadel                  |
| Kallmünzer Weg 1 (Standort)     | Dorfkapelle Hl. Familie | Saalbau mit eingezogener Apsis und Glockendachreiter, neuromanisch, 1892; mit Ausstattung                                                 | D-3-75-156-70 Wikidata | Dorfkapelle Hl. Familie |

### Rohrbach
| Lage                                 | Objekt                                      | Beschreibung | Akten-Nr.               | Bild           |
| ------------------------------------ | ------------------------------------------- | --- | ----------------------- | -------------- |
| Am Anger 1, Mühlweg 1 (Standort)     | Ehemals Hammerschloss                       | dreigeschossiger und traufständiger Satteldachbau mit Eckerker, bezeichnet 1586; zweigeschossiger Flügelbau mit Satteldach und profiliertem Steinportal, wohl 17. Jahrhundert | D-3-75-156-74 Wikidata  | weitere Bilder |
| Hohenfelser Straße 6 (Standort)      | Katholische Filialkirche Hl. Dreifaltigkeit | Chorturmkirche mit Spitzhelm, mittelalterlich, um 1680 umgestaltet; mit Ausstattung; zwei Grabsteine, Rotmarmor, 1570 und 1592, am Leichenhaus | D-3-75-156-71 Wikidata  | weitere Bilder |
| Kapellenberg 3 (Standort)            | Ehemalige Wallfahrtskapelle Maria Hilf      | jetzt Friedhofskapelle, Saalbau mit eingezogenem Chor, Apsis und Dachreiter mit Spitzhelm, 12. Jahrhundert, Langhaus 1819, Veränderungen 1919; mit Ausstattung; Ehemalige Burgkapelle; Kreuzweg, 14 Stationen, gefaster Pfeiler auf Sockel, Kopfteil segmentbogig, 1872, Bilder erneuert | D-3-75-156-72 Wikidata  | weitere Bilder |
| Mailerberg, an der St2165 (Standort) | Steinkreuz                                  | in Form eines Eisernen Kreuzes, mittelalterlich, beschädigt | D-3-75-156-75 Wikidata  | Steinkreuz     |
| Mailerberg, an der St2165 (Standort) | Grenzstein                                  | nach oben leicht verjüngt, Sandstein, wohl frühes 16. Jahrhundert | D-3-75-156-112 Wikidata | Grenzstein     |
| Mailerberg, an der St2165 (Standort) | Grenzstein                                  | nach oben leicht verjüngt, Sandstein, wohl frühes 16. Jahrhundert | D-3-75-156-113          | Grenzstein     |

### Schirndorf
| Lage                     | Objekt                    | Beschreibung | Akten-Nr.              | Bild           |
| ------------------------ | ------------------------- | --- | ---------------------- | -------------- |
| In Schirndorf (Standort) | Dorfkapelle Mariä Königin | traufständiger Satteldachbau mit Frontpilastern und Glockendachreiter, 1759; mit Ausstattung | D-3-75-156-78 Wikidata | weitere Bilder |
| in Schirndorf (Standort) | Mühle                     | Mühlengebäude, viergeschossiger und traufständiger Satteldachbau, 19./20. Jahrhundert, Schneidsäge, Holzständerbau mit Walmdach, um 1800; Wegkapelle, giebelständiger Satteldachbau, wohl 1. Hälfte 19. Jahrhundert | D-3-75-156-76 Wikidata | Mühle          |

### Traidendorf
| Lage                         | Objekt                               | Beschreibung | Akten-Nr.              | Bild                            |
| ---------------------------- | ------------------------------------ | --- | ---------------------- | ------------------------------- |
| Amberger Straße 6 (Standort) | Katholische Nebenkirche St. Leonhard | traufständiger und gestelzter Satteldachbau mit Dachreiter, Zwiebelhaube und Putzgliederungen, um 1684/85; mit Ausstattung                         | D-3-75-156-79 Wikidata | weitere Bilder                  |
| Schloßweg 1 (Standort)       | Ehemals Hammerschloss                | dreigeschossiger und traufständiger Satteldachbau mit Putzgliederungen, Hausteinportal und Seitenflügeln mit Satteldach und Putzgliederungen, 1684 | D-3-75-156-80 Wikidata | weitere Bilder                  |
| Zum Fischerberg (Standort)   | Wegkapelle hl. Johannes Nepomuk      | giebelständiger Satteldachbau mit Schweifgiebel, Mitte 18. Jahrhundert                                                                             | D-3-75-156-81 Wikidata | Wegkapelle hl. Johannes Nepomuk |

## Ehemalige Baudenkmäler
In diesem Abschnitt sind Objekte aufgeführt, die früher einmal in der Denkmalliste eingetragen waren, jetzt aber nicht mehr. Objekte, die in anderem Zusammenhang also z. B. als Teil eines Baudenkmals weiter eingetragen sind, sollen hier nicht aufgeführt werden. Aktennummern in diesem Abschnitt sind ehemalige, jetzt nicht mehr gültige Aktennummern.

| Lage                              | Objekt   | Beschreibung                                                           | Akten-Nr.              | Bild           |
| --------------------------------- | -------- | ---------------------------------------------------------------------- | ---------------------- | -------------- |
| Kallmünz Lange Gasse 7 (Standort) | Gasthaus | zweigeschossiger und traufständiger Satteldachbau, 17./18. Jahrhundert | D-3-75-156-27 Wikidata | weitere Bilder |